# Леду, Поль
Поль Леду́ (фр. Paul Ledoux, 1914—1988) — бельгийский астроном.

## Биография
Родился в Форьере, в 1937 окончил Льежский университет. В 1939—1940 работал в Институте теоретической астрофизики в Осло и Стокгольмской обсерватории. В 1940—1941 и 1946—1947 был стипендиатом в Йеркской обсерватории (США). С 1947 работал в Льежском университете (с 1959 — профессор).
Основные труды в области теории внутреннего строения звезд (в частности — проблем звездной переменности, гравитационной неустойчивости и образования звезд). Выполнил многочисленные расчеты эволюционных последовательностей моделей звезд, преимущественно для таких критических стадий эволюции звезд, когда в них возникают различного рода неустойчивости. Показал, что массивные звезды главной последовательности должны быть неустойчивыми к колебаниям в результате пульсаций, возбуждаемых в областях, где генерируется ядерная энергия; в 1941 определил верхний предел массы устойчивых звезд, обусловливаемый характером протекания ядерных реакций в звезде. В 1947 рассмотрел процессы конвективного перемешивания вещества в гигантах с неоднородным химическим составом и ввел понятие полуконвективной зоны. В 1951 разработал гипотезу нерадиальных колебаний для интерпретации переменности звезд типа β Цефея.
Член Бельгийской королевской академии наук, литературы и изящных искусств.
Лауреат премии Франки (1964), медали Эддингтона Королевского астрономического общества (1972).